# Josh Wink
Josh Wink (né Joshua Winkelman le 20 avril 1970 à Philadelphie) est un disc jockey et  producteur de musique électronique américain.

## Biographie
Pseudonymes : J.Winkelman, Josh, Josh Winkelman, Josh Winkelmann, Winc, Wink, Winx ...
Il possède le label "Ovum Recordings".

## Discographie

### Albums
- 1996 : Winx - Left Above The Clouds (XL Recordings)
- 1998 : Wink - Herehear (Columbia)
- 2003 : Wink - 20 To 20 (Ovum Recordings)
- 2009 : Wink - When a banana was just a banana (Ovum Recordings)

### Singles
- 1993 : Nervous Build-Up, (Nervous Records)
- 1994 : How's The Music, (Sorted Records)
- 1994 : Meditation Will Manifest,	(R&S Records)
- 1995 : Don't Laugh, (XL Recordings)
- 1995 : Higher State Of Consciousness, (Strictly Rhythm)
- 1995 : How's The Music, (ZYX Music)
- 1995 : Thoughts Of A Tranced Love, (Aquatic)
- 1996 : Are You There... ,	(Columbia / Ovum Recordings)
- 1996 : Hypnotizin', (XL Recordings)
- 1998 : Wink - Sixth Sense, (Ruffhouse Records)
- 2000 : Don't Laugh (The Millenium Mixes), (Sorted Records)
- 2001 : Evil Acid (Ovum Recordings)
- 2002 : Superfreak (Freak) (Ovum Recordings)
- 2004 : Wink - 516 Acid (Remixes) (Ovum Recordings)

#### Remix
- 1992 : Goats - AAAH D YAAA (Winking House Groove Mix)
- 1992 : Rozalla - Are You Ready To Fly (The WinKing Mix)
- 1993 : Book of Love - Boy Pop (Winking Breakbeat Trance)
- 1995 : Towa Tei - Technova (Wink's Building Groove)
- 1995 : Psykosonik - Unlearn (Wink's Live Sequenced Version)
- 1996 : DJ ESP & Josh Wink - Basketball Heroes vs. Stairway To Headphones (Remixes)
- 2002 : Josh Wink & Lil Louis - How's Your Evening So Far?
- 2001 : Utah Saints - Lost Vagueness (Josh Wink's Deep Dub)
- 2001 : Stabbing Westward & Josh Wink - Torn Apart (Spawn Ost)
- 2001 : Dave Clarke - The Compass (Wink South Philly Acid Pass)
- 2002 : Range Of Motion - What U Mean To Me, (Wink Remixes)
- 2005 : Alter Ego - Rocker (Wink’s Acid Rocker Interpretation)
- 2005 : Infusion - Six Feet Above Yesterday, Better World (Wink Interpretation)
- 2006 : Chicken Lips - White Dwarf (Wink Vocal Reinterpretation)
- 2007 : Harry Romero  Feat. Robert Owens - I Go Back (Wink Hypnotic Interpretation)
- 2007 : Radio Slave - Screaming Hands (Wink Interpretation)
- 2007 : Tom Pooks - Trouble (Wink Edit), Taho - The Hybrids (Wink Edit), Taho - Shambhalla (Wink Interpretation)

### Mix
- 1995 : United Dj's of America Vol 03 : Philadelphia, PA, (DMC)
- 1999 : Josh Wink - Profound Sounds Vol. 1, (Ruffhouse Records)
- 2003 : Profound Sounds Vol. 2, (Ovum / System Recordings)
- 2004 : Ovum: The Fall Collection, (Ovum Recordings)
- 2006 : Sessions - Mixed By Josh Wink, (Ministry Of Sound)
- 2006 : Josh Wink - Profound Sounds Vol. 3, (Thrive Records)
- 2007 : Josh Wink - Josh Wink's Acid Classics, (Mixmag)